# Пушич, Мартин
Мартин Пушич (нем. Martin Pušić; родился 24 октября 1987 года в Вене, Австрия) — австрийский футболист хорватского происхождения, игравший на позиции нападающего.

## Клубная карьера

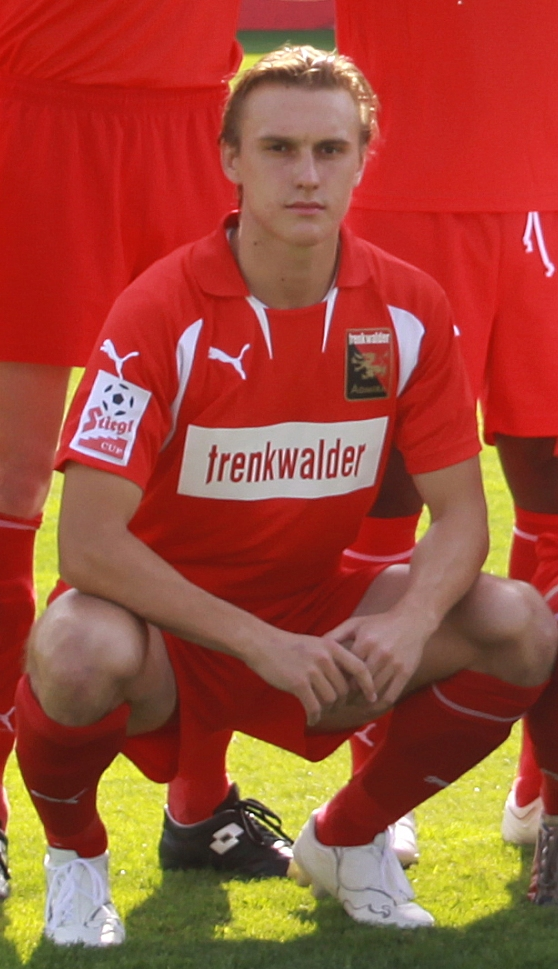
Пушич в составе «Адмира Ваккер Мёдлинг»

Пушич — воспитанник венской «Аустрии» и клуба «Фёрст». В 2005 году он дебютировал на профессиональном уровне. В начале карьеры Мартин выступал за клубы низших дивизионом Австрии «Швадорф», «Адмира Ваккер Мёдлинг» и «Альтах». Летом 2011 года Пушич на правах свободного агента подписал контракт с английским «Халл Сити». 1 октября в матче против «Кардифф Сити» он дебютировал в Чемпионшипе. По окончании года Мартин покинул клуб из-за отсутствия игровой практики и переехал в Норвегию, подписав соглашение с «Волеренгой». 25 марта 2012 года в матче против «Хёугесунна» он дебютировал в Типпелиге. В этом же поединке Пушич забил свой первый гол за «Волеренгу». Летом того же года Мартин перешёл во «Фредрикстад». 1 сентября в матче против «Лиллестрёма» он дебютировал за новую команду. В этом же поединке Мартин забил свой первый гол за «Фредрикстад», реализовав пенальти.
В начале 2013 года Пушич присоединился к «Бранну». 16 марта в матче против своего бывшего клуба «Волеренги» он дебютировал за новую команду. 26 мая в поединке против «Сарпсборг 08» Мартин забил свой первый гол за «Бранн».
В начале 2014 года Пушич подписал контракт с датским клубом «Эсбьерг». 20 февраля в матче Лиги Европы против итальянской «Фиорентины» он дебютировал за новую команду. В этом же поединке Мартин забил свой первый гол за «Эсбьерг». 24 февраля в матче против «Норшелланна» он дебютировал в датской Суперлиге. В начале 2015 года Пушич перешёл в «Мидтьюлланн». 23 февраля в матче против «Оденсе» он дебютировал за новый клуб. 1 марта в поединке против «Брондбю» Мартин забил свой первый гол за «Мидтьюлланн». В своём дебютном сезоне он стал лучшим бомбардиром, а также помог клубу стать чемпионом Дании. 22 октября в матче Лиги Европы против итальянского «Наполи» Пушич забил гол.
В начале 2017 года Мартин на правах аренды перешёл в роттердамскую «Спарту». 5 февраля в матче против «Зволле» он дебютировал в Эредивизи. 18 марта в поединке против «Хераклеса» Пушич сделал «дубль», забив свои первые голы за «Спарту». Летом того же года Мартин подписал контракт с «Копенгагеном». 17 сентября в матче против «Хельсингёра» он дебютировал за новую команду.
В начале 2018 года Пушич перешёл в «Орхус». 12 февраля в матче против «Хобро» он дебютировал за новую команду. 8 апреля в поединке против «Силькеборга» Мартин забил свой первый гол за «Орхус». Летом того же года Пушич подписал двухлетний контракт с «Хорсенс». 16 июля в матче против своего бывшего клуба «Копенгагена» он дебютировал за новый клуб. Через четыре дня после подписания соглашение было аннулировано по желанию игрока. В этом же году Пушич подписал контракт с клубом «Маттерсбург». 16 сентября в матче против ЛАСКа он дебютировал за новую команду. В этом же поединке Мартин забил свой первый гол за «Маттерсбург».

## Достижения
Командные
 «Милтьюлланн»
- Чемпионат Дании по футболу — 2014/2015

Индивидуальные
- Лучший бомбардир чемпионата Дании (17 голов) — 2014/2015